# П'єр Антуан Пуато

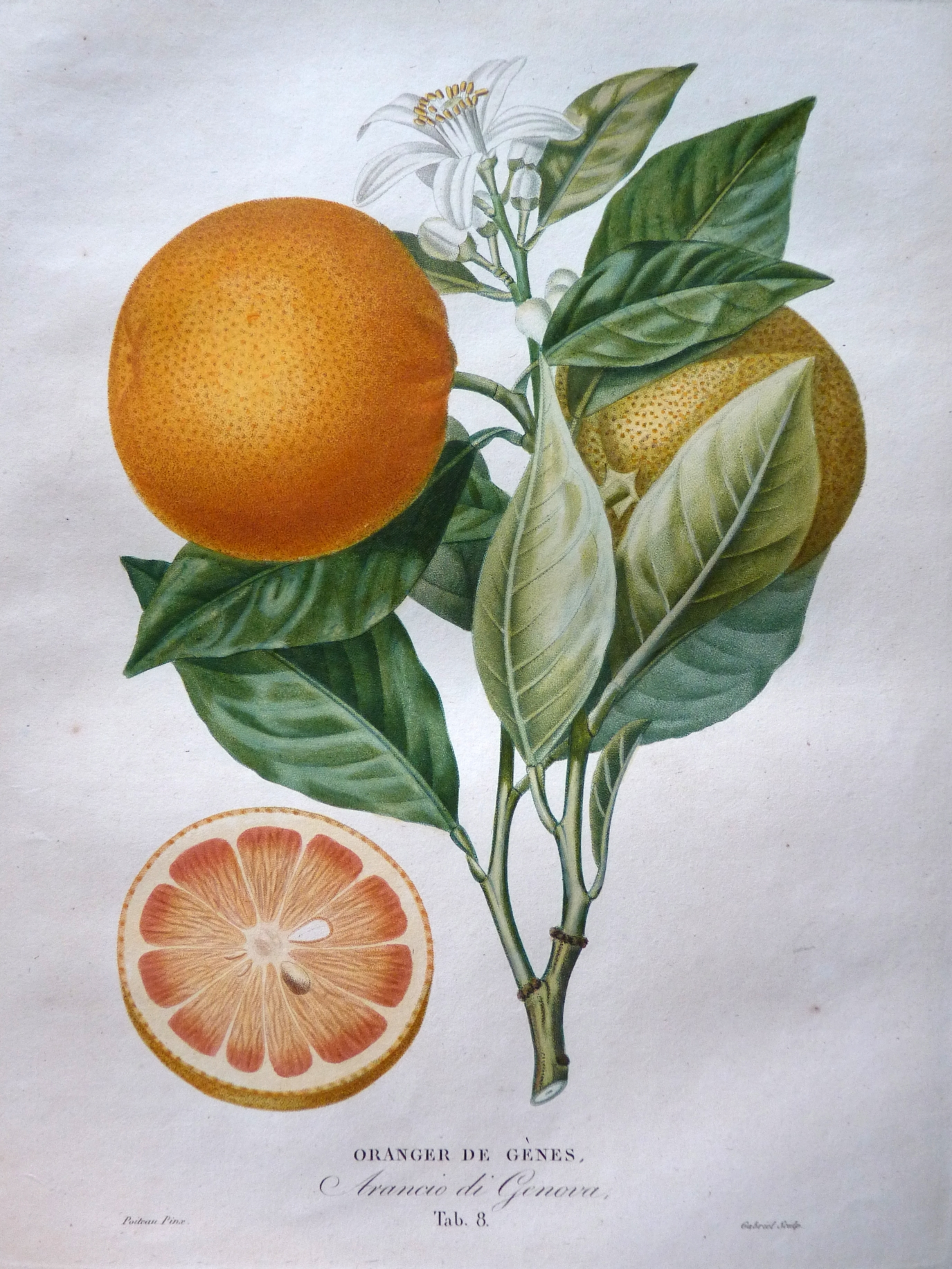
Зображення з l’Histoire Naturelle des Orangers

П'єр Антуан Пуато (фр. Pierre Antoine Poiteau; 23 березня 1766 — 27 лютого 1854) — французький ботанік, садівник, ботанічний ілюстратор.

## Біографія
Пуато народився в Амблені, Франція. У 1790 році Андре Туен призначив його садівником у Національному музеї природознавства у Парижі. Там він вивчав «Systema vegetabilium» Ліннея та мистецтво живопису у художника музею Герарда ван Спандонка, але найбільший вплив на нього справив П'єр-Жозеф Редуте. Два роки по тому Туен призначив його керівником Ботанічної школи Парижа, але у 1793 році Луї Жан-Марі Добантон обрав його для заснування ботанічної школи та саду в Бержераку. Цей проєкт провалився, і у 1796 році Туен запропонував Пуато поїхати до Санто-Домінго. Його заарештували, щойно він прибув, оскільки в нього не було офіційних документів, що підтверджували б його дозвіл на перебування. Невдовзі після цього він опинився на Гаїті та очолив новий ботанічний сад. Не отримуючи зарплати, він був змушений приєднатися до адміністрації як помічник губернаторів острова. У 1802 році він привіз до Франції шістсот пакетів насіння та 1200 видів рослин, усі з яких він назвав та класифікував. Серед них було 97 видів грибів та 30 видів лишайників. У 1808 році у Парижі  разом з П'єром Жаном Франсуа Тюрпеном він опублікував Flora Parisiensis secundum systema sexuale deposita et plantarum circa Lutetiam sponte nascentium descriptiones, icones....
Декілька років Пуато займався вільною літературною діяльністю, у 1815 році його призначили керівником Королівського розсадника дерев Версальського палацу. У 1816 році він опублікував опис рослин, які росли у ботанічному саду Медичної школи Парижа. Два роки по тому, разом з Антуаном Ріссо, він опублікував Histoire naturelle des orangers (Природна історія апельсинових дерев).
У 1818 році Пуато вирушив до Французької Гвіани, де керував вирощуванням рослин на плантаціях біля королівських будинків. Повернувшись до Франції у 1822 році, він був призначений головним садівником замку Фонтенбло. З 1829 по 1851 рік він керував журналом «Revue horticole». У 1835 році разом з П'єром-Жаном-Франсуа Тюрпеном він опублікував нове видання «Traité des arbres frutiers» («Трактат про фруктові дерева») Анрі Луї Дюамеля дю Монсо, а у 1846 році — «Pomologie française. Recueil des plus beaux fruits cultés en France...» («Французька помологія»). У 1848 та 1853 роках були опубліковані два томи його праці «Cours d'horticulture» («Уроки садівництва»). Будучи членом багатьох наукових товариств, Пуато згодом став керівником Національного музею природознавства у Парижі, якому він пожертвував усіх тварин і рослин, яких привіз з Гвіани. Як садівник і помолог, він зробив великий внесок у покращення якості їстівних плодів.
Пуато помер у Парижі у 1854 році.

## Публікації
- Traité des arbres fruitiers Анрі Луї Дюамеля дю Монсо[en], нове розширене видання, опубліковане спільно із разом з П'єром-Жаном-Франсуа Тюрпеном, Париж, 1818-28, puis 1844 ;
- Flore parisienne, спільно із разом з П'єром-Жаном-Франсуа Тюрпеном, 1813.
- Jardin botanique de l'école de médecine de Paris, ou description des plantes qui y sont cultivées, Париж, 1816: Gallica.
- Histoire naturelle des orangers, 109 пластин, спільно із Ріссо. Париж, 1818-1820: Gallica.
- Histoire des palmiers de la Guyane française, Париж, 1822.
- Notice sur M. Bosc, Париж, 1828.
- Le Voyageur botaniste, Париж, 1829.
- Sur l'origine, la direction des fibres ligneuses dans les végétaux, Париж, 1834.
- Sur la culture de la patate, rapport d'une commission, Париж, 1835.
- Sur la théorie Jean-Baptiste Van Mons, ou notice historique sur les moyens qu'emploie M. Van Mons pour obtenir d'excellents fruits de semis, Париж, 1835.
- Pomologie française, ou recueil des plus beaux fruits cultivés en France, Париж, 1838.
- Cours d'horticulture, Париж, 1847 & 1848: Gallica.
- Notice nécrologique sur M. Jamin, 1848.

## Gallery

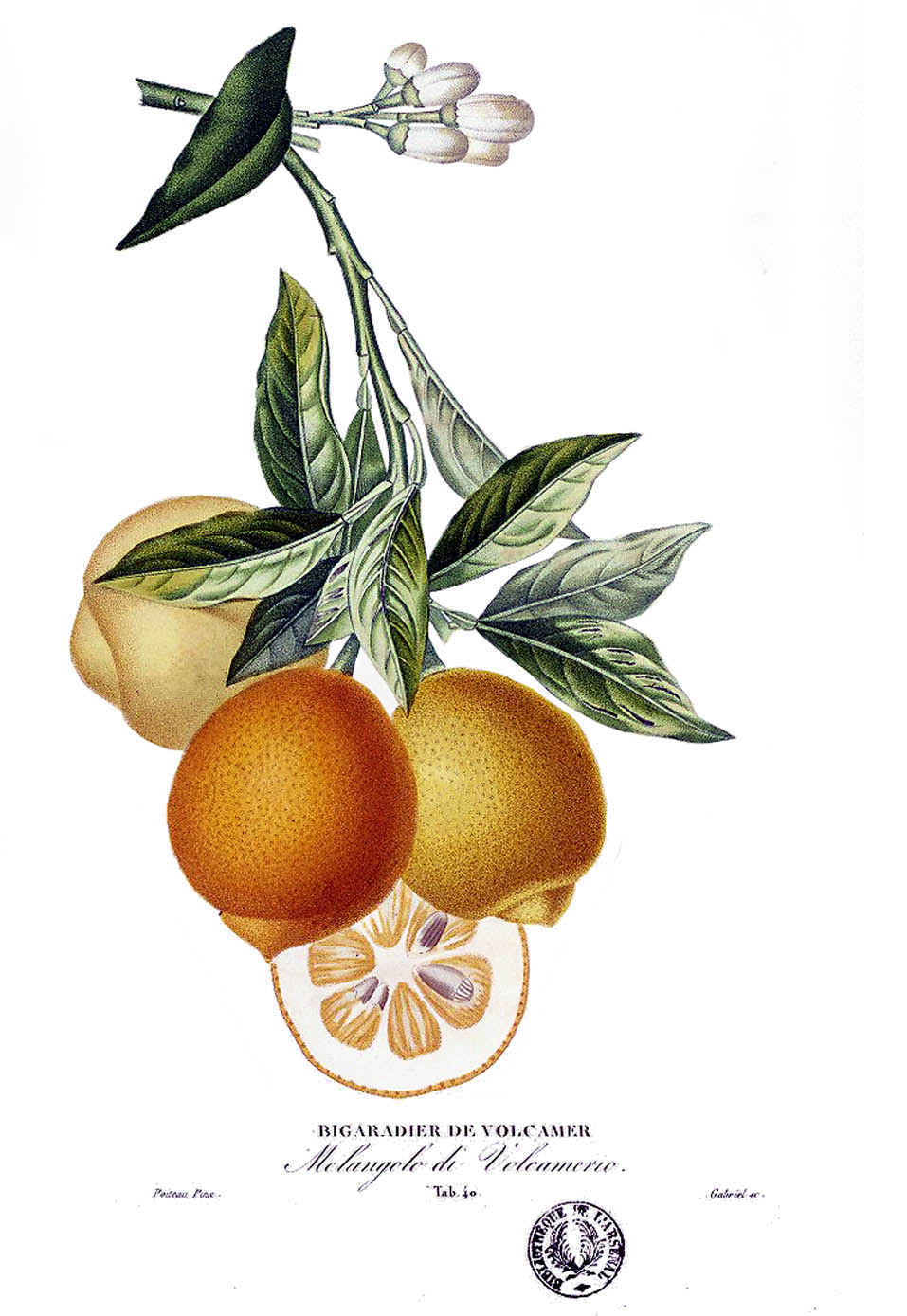
Пластина з l’Histoire Naturelle des Orangers'
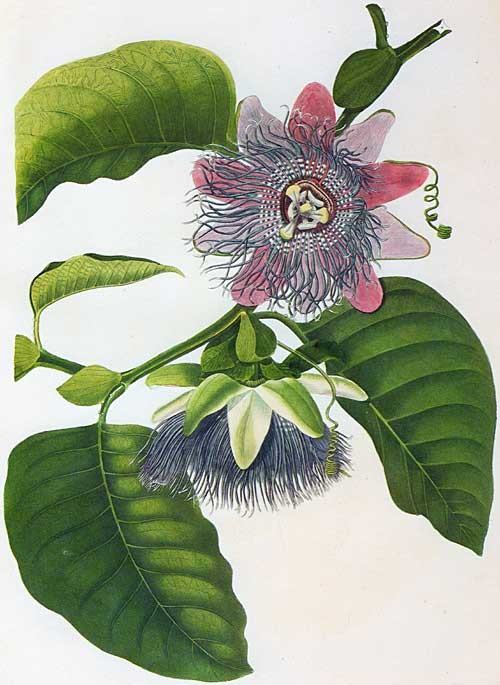
"Passiflora quadrangularis" L.
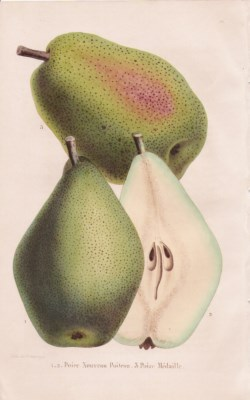
Груша
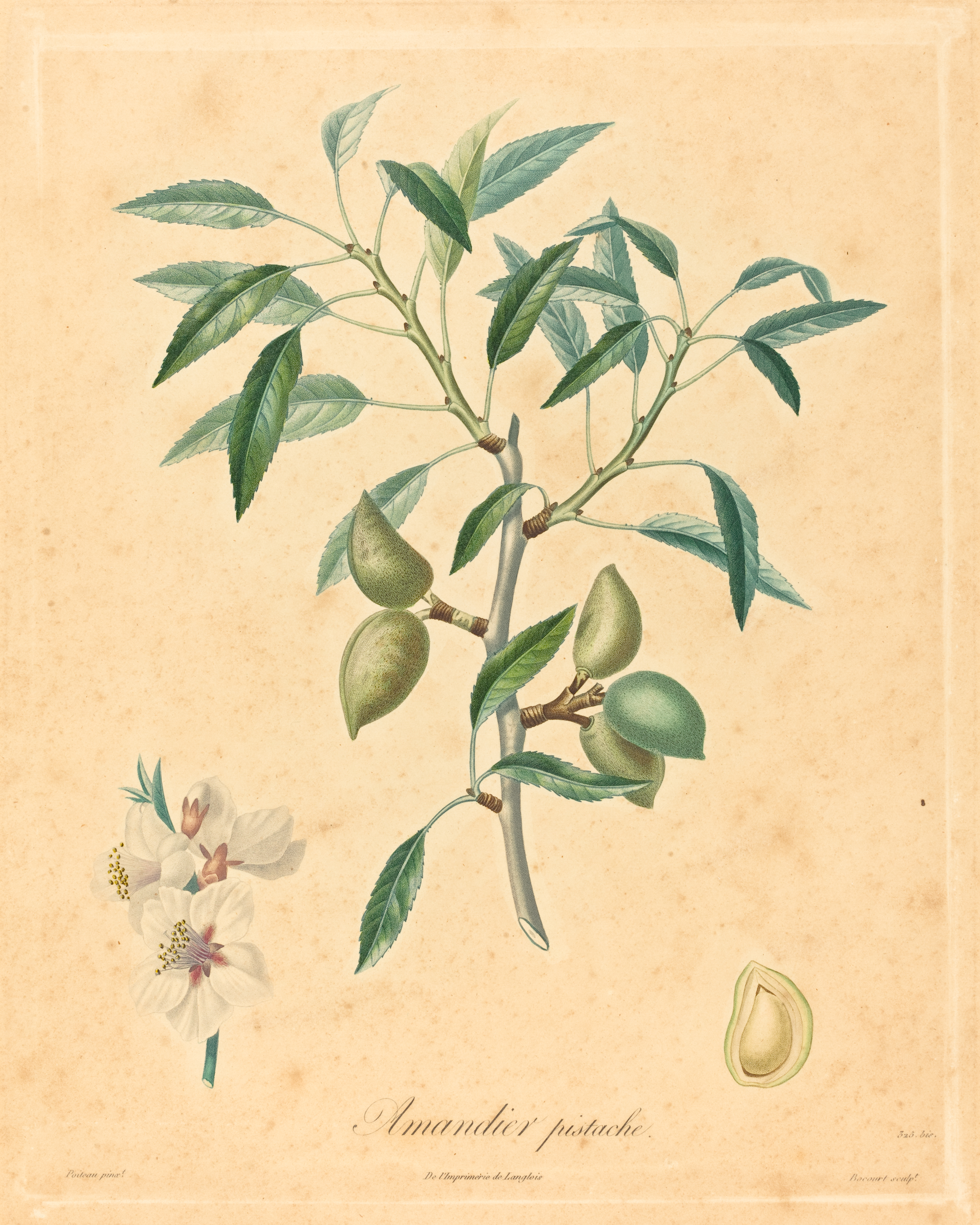
Мигдаль
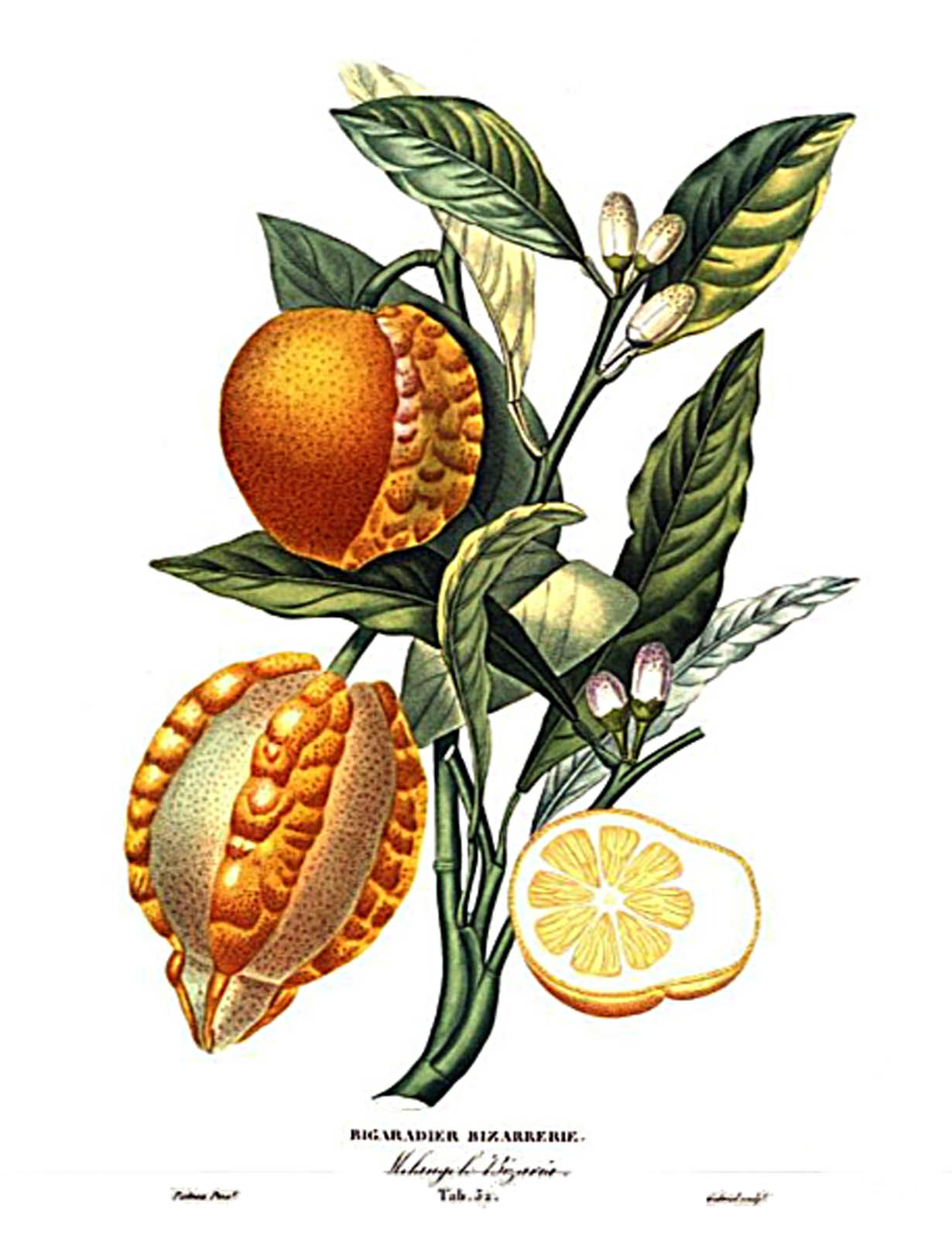
Померанець
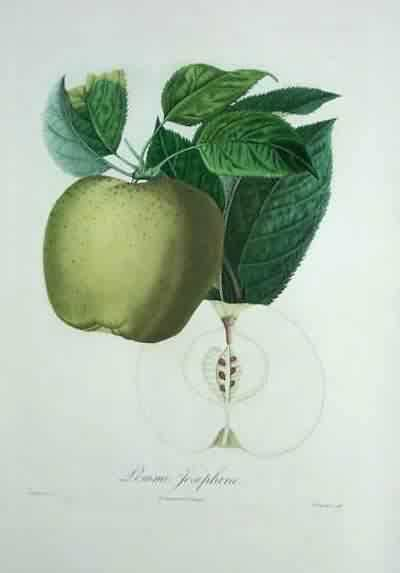
Яблуко Josephine